# Coupe d'Irlande de football 1881-1882
Navigation
Édition précédente Édition suivante
La coupe d'Irlande de football 1881-1882 est la deuxième édition de la Coupe d'Irlande de football (en anglais Irish Cup) devenue par la suite la Coupe d'Irlande du Nord de football. Son nom officeil est alors Irish Challenge Cup. 
La compétition s'organise par matchs éliminatoires joués sur le terrain du premier club tiré au sort. Si les deux équipes ne peuvent se départager au terme du temps réglementaire, un match d'appui est joué. 
Cliftonville Football Club échoue pour la deuxième année consécutive en finale, battu cette fois-ci par le Queen's Island Football Club sur le score de 1 but à 0.

## Premier tour
Les résultats sont inconnus

## Demi-finales
Queen's Island Football Club se qualifie pour la finale grâce au forfait de son adversaire. Cliftonville, se sont côté a besoin de trois matchs pour se débarrasser de Avoniel.
| Club recevant                | Score   | Club visiteur              | Date |
| ---------------------------- | ------- | -------------------------- | ---- |
| Cliftonville Football Club   | 1-1     | Avoniel FC                 |      |
| Avoniel FC                   | 0-0     | Cliftonville Football Club |      |
| Cliftonville Football Club   | 2-0     | Avoniel FC                 |      |
| Queen's Island Football Club | forfait | Castlederg FC              |      |

## Finale
| Finale      | Queen's Island Football Club | 2-1 | Cliftonville Football Club | Ulster Cricket Ground |                     |
| 13 mai 1882 |                              |     |                            | Spectateurs : 2 000   | Spectateurs : 2 000 |